# Sulu (provins)

Sulus läge i Filippinerna, markerat med rött.

Sulu är en provins i Filippinerna. Den tillhör den autonoma regionen Muslimska Mindanao och hade 688 500 invånare 2006 på en yta av 1 600 km². Administrativ huvudort är Jolo.
Provinsen är indelad i 18 kommuner och är en del av ögruppen Suluöarna.